# Raphael Spiegel
Raphael Spiegel (Rüttenen, 19 de diciembre de 1992) es un futbolista suizo que juega como portero en el Oakland Roots S. C. de la USL Championship.

## Trayectoria
Spiegel comenzó su carrera juvenil con el equipo sub-18 del FC Solothurn de la 1. Liga suiza en 2007, pero rápidamente se unió a los equipos inferiores del Grasshopper Club Zürich, donde permaneció hasta 2011.
Luego de pasar unos meses a préstamo con el FC Wil 1900 a mediados de 2011, Spiegel regresó al Grasshopper para volver a ser cedido en octubre de 2011 al SC Brühl SG de la segunda división suiza. Realizó su debut profesional con el Brühl el 6 de noviembre de 2011 en la derrota 2-1 contra el FC Locarno.
Al finalizar la temporada 2011-2012 regresó al Grashopper, pero el 23 de julio de 2012 se anunció que ficharía con el West Ham United de la Premier League inglesa.

## Selección nacional
Spiegel ha sido un miembro regular de las selecciones juveniles de Suiza, pero aún no ha sido convocado a la selección mayor de su país.

## Clubes
| Club                           | País           | Año       |
| ------------------------------ | -------------- | --------- |
| Grasshoppers                   | Suiza          | 2010-2012 |
| F. C. Wil (cedido)             | Suiza          | 2011      |
| S. C. Brühl (cedido)           | Suiza          | 2011-2012 |
| West Ham United F. C.          | Inglaterra     | 2012-2017 |
| Crawley Town F. C. (cedido)    | Inglaterra     | 2014      |
| Carlisle United F. C. (cedido) | Inglaterra     | 2015      |
| Boavista F. C.                 | Portugal       | 2017-2018 |
| F. C. Winterthur               | Suiza          | 2018-2022 |
| F. C. Lausana-Sport            | Suiza          | 2022-2024 |
| Oakland Roots S. C.            | Estados Unidos | 2025-     |